# هکتور آرچیبالد مکدونالد
هکتور آرچیبالد مکدونالد (انگلیسی: Hector MacDonald; ۴ مارس ۱۸۵۳ – ۲۵ مارس ۱۹۰۳) فرد نظامی اهل پادشاهی متحد بریتانیای کبیر و ایرلند بود. وی همچنین برندهٔ جوایزی همچون نشان حمام شده‌است.